# Hubertushöhe (Hafenlohr)
Hubertushöhe ist ein Forsthaus und ein Gemeindeteil der Gemeinde Hafenlohr im unterfränkischen Landkreis Main-Spessart in Bayern.

## Geographie
Hubertushöhe liegt im Spessart im Hafenlohrtal an der Kreisstraße MSP 26 zwischen dem Torhaus Breitfurt und Windheim. Die Einöde befindet sich am südöstlichen Rand des Fürstlich Löwensteinschen Parks, wo der Wachenbach in die Hafenlohr mündet.

## Geschichte
Hubertushöhe wurde nach Hubertus von Lüttich, dem Schutzpatron der Jäger benannt. Es wurde im Rahmen des Zaunbaus für den Löwensteinschen Wildpark als Forst- und Torhaus errichtet.